# 08 헌장
《08 헌장》(08 憲章, 중국어 간체자: 零八宪章, 정체자: 零八憲章, 병음: Língbā Xiànzhāng)은 2008년 12월 9일 중국의 반체제 인사, 평론가인 류샤오보 등 303명이 인터넷에서 발표한 선언문이다.
2008년 12월 10일이 중국 입헌 100주년, 세계 인권 선언 발표 60주년, 민주의 벽 30주년, 중국 정부의 시민적 및 정치적 권리에 관한 국제규약 체결 10주년이 된다는 점을 감안하여 류샤오보 등 303명의 전문가가 실명으로 발표했으며 중국의 정치, 사회 체제 개혁, 중국 공산당의 일당 독재 체제 종식, 삼권 분립, 민주화 추진, 인권 상황의 개선 등을 요구하는 의견이 담겨 있다. 선언문은 체코슬로바키아에서 발표된 《77 헌장》을 모티브로 해서 작성되었다.
이 선언문의 작성자 가운데 한 사람인 류샤오보는 중국 당국에 의해 체포되었고 2009년 12월에 열린 재판에서 국가 전복을 선동한 혐의로 징역 11년형을 선고받게 된다. 류샤오보는 중국의 민주화 운동을 전개한 공로를 인정받아 2010년 노벨 평화상 수상자로 선정되었다.

## 내용
《08 헌장》은 전문(前言), 우리의 기본 이념(我們的基本理念), 우리의 기본 주장(我們的基本主張), 결론(結語)으로 구성되어 있다. 6대 이념인 자유, 인권, 평등, 공화, 민주, 헌정에 관한 개념을 설명하고 있으며 헌법 개정, 분권 실시, 민주적인 입법 과정 실현, 사법부의 독립, 결사·집회·언론·종교의 자유에 관한 19가지의 주장을 담고 있다.

### 기본 이념
- 자유(自由): 언론, 출판, 종교, 집회, 결사, 이동, 파업, 시위 등의 권리를 보장한다.
- 인권(人權): 사람은 국가의 주체이다. 국가는 인민(국민)을 위해 복무한다. 정부는 인민(국민)을 위해서 존재한다.
- 평등(平等): 공민(시민)의 인격, 존엄, 자유는 사회적 지위, 직업, 성별, 경제적 상황, 민족, 피부색, 종교, 정치 사상에 관계 없이 평등하다.
- 공화(共和): "모두의 자치와 평화로운 공생"을 위한 분권제와 이익 균형을 요구한다.
- 민주(民主): 주권은 국민과 국민이 선출한 정부에 있다.
- 헌정(憲政): 법치를 통해 정부 권력을 제한하는 행위의 경계를 설정한다.

### 주장
1. 헌법 개정 (修改憲法)
2. 삼권 분립 (分權制衡)
3. 직접 선거를 통한 입법 과정과 민주화 (立法民主)
4. 사법부의 독립 (司法獨立)
5. 공기 공용 (公器公用)
6. 인권 보장 (人權保障)
7. 공직 선거 실시 (公職選舉)
8. 도시와 지방의 평등 (城鄉平等)
9. 결사의 자유 (結社自由)
10. 집회의 자유 (集會自由)
11. 언론의 자유 (言論自由)
12. 종교의 자유 (宗敎自由)
13. 공민 교육 (公民教育)
14. 재산 보호 (財産保護)
15. 세금 제도 개혁 (財稅改革)
16. 사회 보장 (社會保障)
17. 환경 보호 (環境保護)
18. 연방 공화제 (聯邦共和)
19. 역사적 진실과의 화해 (轉型正義)

## 같이 보기
- 77 헌장 (체코슬로바키아)